# Боиштеа де Жос (Бакау)
Боиштеа де Жос (рум. Boiștea de Jos) насеље је у Румунији у округу Бакау у општини Коцофанешти. Oпштина се налази на надморској висини од 185 m.

## Становништво
Према подацима из 2002. године у насељу је живело 29 становника, од којих су сви румунске националности.